# Bylur, Kollegal
Bylur là một làng thuộc tehsil Kollegal, huyện Chamarajanagar, bang Karnataka, Ấn Độ.